# Giovanni Angelo
Giovanni Angelo (in greco medievale Ἰωάννης Ἄγγελος, "Ioánnis Ánghelos"; ... – 1348) è stato un generale, politico e nobile bizantino (floruit 1328-1348).
Si distinse inizialmente nella repressione di una rivolta in Epiro (1339-1340), della quale regione fu successivamente nominato governatore. Parente dello statista e poi imperatore Giovanni VI Cantacuzeno, prese le parti di quest'ultimo nella guerra civile bizantina del 1341-1347 ed alla fine del 1342 ricevette il governatorato di Tessaglia (e forse d'Epiro), che ricoprí fino alla sua morte nel 1348.

## Biografia
Giovanni Angelo era un parente, variamente qualificato come nipote o cugino, di Giovanni Cantacuzeno, l'amico più intimo e massimo collaboratore dell'imperatore Andronico III Paleologo (1328–1341), poi divenuto egli stesso imperatore con il nome di Giovanni VI (1341–1354). I nomi e l'identità dei suoi genitori restano sconosciuti. La sola informazione genealogica sicura a nostra disposizione è che fosse genero del protovestiario Andronico Paleologo, oltre che membro della nobile famiglia romea degli Angeli (Ἄγγελοι). Nelle sue memorie, Giovanni Cantacuzeno dichiara che egli stesso elevò Giovanni Angelo ai livelli della politica e lo istruì nell'arte della guerra.
Nelle fonti compare per la prima volta nel 1328, quando era governatore della città di Kastoria, e poi di nuovo intorno al 1336/7, quando era governatore (kephale, "capo") di Ioannina con il titolo di pinkernēs ("coppiere"). Ioannina, come la maggior parte delle terre del Despotato d'Epiro, era stata recentemente annessa da Andronico III, in seguito alla morte improvvisa del sovrano epirota Giovanni Orsini (1335) che lasciò l'Epiro nelle deboli mani del giovane Niceforo II Orsini e di sua madre Anna Paleologina. Il dominio bizantino non era generalmente gradito dalla popolazione epirota, sicché nel 1339 divampò una rivolta che guadagnò rapidamente terreno e riuscì ad assicurarsi un paio di fortezze chiave, compresa la capitale, Arta. Più tardi, nello stesso anno, Giovanni Angelo fu inviato da Andronico III, insieme al governatore della Tessaglia, Michele Monomaco, come avanguardia dell'esercito bizantino in Epiro. L'imperatore stesso e Cantacuzeno li seguirono nella primavera del 1340. I ribelli evitarono una battaglia campale e si ritirarono nelle fortezze, che ad una ad una caddero dopo assedî od attraverso negoziati, sicché la regione fu sottomessa alla fine dell'anno. Giovanni Angelo fu nominato governatore imperiale dell'Epiro, con sede ad Arta.
Rimase in Epiro, come governatore, fino alla morte di Andronico III nel giugno 1341. Lasciò poi il suo posto e viaggiò con una delegazione di alti funzionarî per incontrare Cantacuzeno a Didymoteichon. Allo scoppio della guerra civile all'inizio dell'autunno, si schierò con Cantacuzeno, e fu presente all'acclamazione di quest'ultimo come imperatore nella stessa Didymoteichon il 26 ottobre 1341. Nella primavera del 1342, Angelo seguì Cantacuzeno nella sua infruttuosa campagna nella regione di Tessalonica e nella successiva visita in Serbia, presso la corte del sovrano Stefano Uroš IV Dušan (1331-1346.)
Più avanti nel corso dell'anno, tuttavia, i magnati della Tessaglia avvicinarono Cantacuzeno e gli offrirono il loro sostegno alla guerra. Dopo che i negoziati si conclusero con successo, Cantacuzeno emise una Bolla d'Oro (Χρυσόβουλλος λόγος) nominando Giovanni Angelo, che mantenne il rango di pinkernēs, governatore della Tessaglia a vita. Anche se Angelo venne poi elevato al rango di sebastocratore e godette di una certa autonomia, la sua autorità fu circoscritta: la carica non era ereditaria ed egli operava strettamente come delegato dell'imperatore. Giovanni Angelo governò la Tessaglia con successo. Approfittando del declino dei catalani del ducato di Atene, fece conquiste a meridione e riuscì perfino ad estendere la sua autorità sull'Epiro e l'Acarnania, dove fece prigioniera e pose agli arresti domiciliari la regina Anna Paleologa, vedova di Giovanni Orsini nonché cognata dello stesso Giovanni Angelo. Le sue azioni, nel bel mezzo della guerra civile, diedero a Cantacuzeno una spinta tanto necessaria. Nei primi mesi del 1343 egli partecipò anche, a capo di un contingente di cavalleria tessala, al fallito tentativo di Cantacuzeno di prendere Tessalonica.
Giovanni Angelo continuò a governare la Tessaglia (e possibilmente anche l'Epiro e l'Etolia-Acarnania) fino all'inizio del 1348, quando morí per la pandemia di peste nera, che devastò la Tessaglia e l'Epiro e causò un grave spopolamento nel 1347-1348. I Serbi se ne avvantaggiarono rapidamente: l'Epiro fu conquistato già nell'autunno del 1347, mentre la Tessaglia, morto Angelo, seguí nel volgere di pochi mesi, per merito del generale serbo Gregorio Preljub, che divenne suo nuovo governatore per conto di Dušan.

## Discendenza
Poco si conosce della discendenza di Giovanni Angelo. Egli sposò una delle figlie del protovestiario Andronico Paleologo, che era anche sorella della regina d'Epiro Anna Paleologa. Non è noto se abbia avuto figli, anche se alcuni studiosi hanno ipotizzato che i fratelli conosciuti come "Pinkernaioi", operativi in Epiro al volgere del XV secolo, fossero suoi discendenti.